# برادفورد (فيرمونت)
برادفورد (بالإنجليزية: Bradford, Vermont)‏ هي بلدة تقع في مقاطعة أورانج (فيرمونت) بولاية فيرمونت في الولايات المتحدة. تأسست عام 1770، تبلغ مساحتها 77.4 (كم²)، وترتفع عن سطح البحر 263 م، بلغ عدد سكانها 2619 نسمة في عام 2000 حسب إحصاء مكتب تعداد الولايات المتحدة وتصل الكثافة السكانية فيها 33.9 نسمة/كم2.

## أعلام
- إدوارد بلاد
- آموس هنري ورذن
- هربرت توماس جونسون
- ألبري ايدسون سليبر
- روزويل فارنهام
- جورج س. داي

## وصلات خارجية
- bradford-vt.us
- The US50 - Cities and Towns in Vermont State
- Vermont Cities and Towns, Facts, Map, Flag, Colleges, Government, and More